# Siorac-en-Périgord
Siorac-en-Périgord é uma comuna francesa na região administrativa da Nova Aquitânia, no departamento Dordonha. Estende-se por uma área de 11,74 km². Em 2010 a comuna tinha 1 068 habitantes (densidade: 91 hab./km²).